# Верхнє Котто
Верхнє Котто (фр. Haute-Kotto, санго Sêse tî kömändâ-kötä tî Tö-Kötö) — одна з 14 префектур Центральноафриканської Республіки. Найбільший регіон країни.
У північній частині префектури, уздовж кордону з префектурою Вакага, лежить гірський масив Бонго. На північному сході, на кордоні з Суданом — гора Абурассін висотою 1113 м. Через всю територію з північного сходу на південний захід протікає річка Котто. На ній, у південно-західній частині префектури, знаходиться і її адміністративний центр, місто Бріа.